# El Yelmo
De rots El Yelmo is de meest karakteristieke van la Pedriza, een gebied in de Sierra de Guadarrama. De rots ligt iets ten noorden van Manzanares el Real en heeft een hoogte van 1717 meter.
De rots is in feite een enorme plaat van roze graniet en het doel van vele sportklimmers. Het beklimmen van de rotsen in de Pedriza vereist het veelvuldige gebruik van het klimmen op wrijving.

## Beklimming
De normaalroute loopt via een grote spleet aan de noordkant van de berg (tegenovergestelde kant van de foto).